# Japan Cup 1996
La Japan Cup 1996 fou la 5a edició del Japan Cup. Es disputà el 27 d'octubre de 1996 i el vencedor final fou el suís Mauro Gianetti de l'equip Polti.
Era l'onzena i última cursa de la Copa del Món de ciclisme de 1996.

## Classificació general
|    | Ciclista                    | Equip              | Temps      |
| -- | --------------------------- | ------------------ | ---------- |
| 1  | Mauro Gianetti (SUI)        | Polti              | 4h 31' 01" |
| 2  | Pascal Hervé (FRA)          | Festina-Lotus      | + 23"      |
| 3  | Andrea Peron (ITA)          | Motorola           | + 24"      |
| 4  | Andrea Tafi (ITA)           | Mapei-GB           | m. t.      |
| 5  | Davide Rebellin (ITA)       | Polti              | m. t.      |
| 6  | Daniele Nardello (ITA)      | Mapei-GB           | + 32"      |
| 7  | Fabio Roscioli (ITA)        | Refin-Mobilvetta   | + 1' 57"   |
| 8  | Viatcheslav Djavanian (RUS) | Roslotto-ZG Mobili | + 4' 30"   |
| 9  | Michel Lafis (SWE)          | Deutsche Telekom   | m. t.      |
| 10 | Bobby Julich (USA)          | Motorola           | + 4' 42"   |